# HD 20121
HD 20121，又名CD-44 1025，SAO 216209、HR 968，是一颗恒星，视星等为5.93，位于銀經253.82，銀緯-56.96，其B1900.0坐标为赤經3h 8m 55s，赤緯-44° -56.96′ 40″。